# Papež Janez XIII.
Papež Janez XIII. (latinsko Papa Joannes XIII), rimski oziroma (italijanski) katoliški škof in papež; * med 930 in 935 Rim (Papeška država, Vzhodno Frankovsko kraljestvo), † 6. september 972 Rim (Sveto rimsko cesarstvo, danes: Italija) 

Bil je papež od svoje izvolitve septembra 965 do smrti 6. septembra 972.

## Življenjepis
Janez (latinsko Joannes; italijansko Giovanni) je po seznamu papežev 133., v Mračnem stoletju pa 27. papež. Njegov oče je bil Janez Škof (latinsko Joannes Episcopus; italijansko Giovanni Episcopo), mati pa Teodora II. iz rodovine Teofilaktov, sestra proslule Marozije. Krescencij je bil njegov brat, Alberik II. Tuskulski pa stric. Rodil se je v Rimu med 930 in 935. Glede na Liber Pontificalis je bil sin škofa Janeza. Duchésne njegovo poreklo opisuje takole: »Mož Teodore mlajše, iz družine tuskulskih grofov, je bil rimski senator Janez, ki je po ženini smrti postal škof; njen sin je torej postal tokrat izvoljeni papež." 

Nekateri zgodovinarji menijo, da očetov vzdevek Episcopo (Škof) ne pomeni službe, ampak le priimek.  

Že 962 je postal škof v Narniju.  

## Papež
Škofa Janeza iz Narnija so sporazumno s cesarjem izvolili za papeža 1. oktobra 965. Po mnogih letih nereda in nemirov je hotel s krepko roko v Rimu uvesti večji red, vendar so njegovi ukrepi izzvali upor; nasprotniki so ga ujeli ter 11 mesecev zaprtega držali najprej v Angelskem gradu, nato pa daleč od Rima. Tudi tokrat je vmes posegel Oton I., ki je konec leta 966 spet prišel v Rim. Ostro je kaznoval upornike ter omogočil Janezu XIII., da je poslej lahko deloval v miru. Na sinodi v Raveni 967 je Oton I. dosegel, da so ravenski eksarhat, ki je dotlej spadal pod bizantinsko cesarstvo in dolgo časa bil jabolko spora med vzhodom in zahodom, dokončno priključili Papeški državi. Na tej sinodi so tudi formalno vzpostavili nadškofijo Magdeburg, ki je postala metropolitanski sedež vseh misijonov med severnimi Slovani. Janez XIII. je sam posvetil Adalberta za prvega nadškofa v Magdeburgu. V tem času se je krščanstvo začelo širiti med Poljaki. Leta 966 se je dal krstiti knez Mieško, ki je v tesnem sodelovanju s papežem leta 968 v Poznanju vzpostavil prvo škofijo za Poljake. O božiču 967 je papež kronal Otonovega sina Otona II. za cesarja-sovladarja.

### Dela
- »Documenta Catholica Omnia« (v latinščini). Pridobljeno 6. decembra 2011.

Pontifikat Janeza XIII. močno označuje prenovitvena dejavnost Clunyja pod slovitim opatom Majolom in širjenje krščanstva med slovanskimi narodi, predvsem Poljaki, delno pa tudi že med Rusi. 

## Smrt in spomin
Umrl je 6. septembra 972 v Rimu. Pokopan je v Baziliki sv. Pavla.

## Ocena

### Mračno stoletjeincezaropapizem
- Z vzpostavitvijo rimsko-nemškega cesarstva 962 se je začela oblikovati tudi t.i. Reichskirche (državna Cerkev). Že Karel Veliki je v nekaterih primerih sam imenoval škofe, Oton I. pa je njegov državni cerkveni sistem dopolnil. Zagotovil si je pravico imenovanja in umeščanja škofov; tako je uvedel laično investituro za visoke cerkvene službe, ki so odslej bile povezane z bogatimi fevdi. Škofje so z umeščanjem postali cesarjevi vazali, Cerkev je vse bolj postajala »osrednja državna ustanova«. V času Otona III. je laična investitura postala že reden državni sistem, istočasno pa so se pojavile številne slabe posledice takega sestava, ki so v različnih oblikah skozi dolga stoletja ostale težko breme Cerkvi pri izvrševanju njenega poslanstva in spričevale, da je za Cerkev bila fevdalizacija oziroma povezovanje s fevdalnim sistemom pogubno. [8] Z obnovo Svetorimskega cesarstva nemške narodnosti je po Mračnem stoletju nastopil torej za Cerkev čas prav tako mračnega cezaropapizma z laično investituro, kar je pripeljalo do dolgotrajnega, nepopustljivega in izčrpljujočega investiturnega boja. Cesar se je začel vmešavati v cerkvene zadeve ne le z umeščanjem škofov in opatov, ampak tudi s postavljanjem in odstavljanjem papežev.
- Za papeže je bilo 10. stoletje vsekakor temačno obdobje in ga po pravici imenujemo Mračno stoletje. Kronika, ki jo je napisal nemški škof Liutprand, slika posvetnost na papeškem dvoru; vendar je njegova poročila treba brati s pridržkom, saj je bil pisec zelo protirimsko razpoložen - kar tudi sam izrecno poudarja - in je zato dvomno, da je pisal nepristransko. [9] Za to obdobje torej manjkajo neodvisni in nepristranski zgodovinski viri. Večino poročil o škandalih, nasilju in razvratu v Rimu je napisal torej že omenjeni Liutprand. Svojemu delu je dal pomenljiv naslov Maščevanje (Obračun, Antapodosis). Ta naslov daje slutiti, da je v svojem pripovedovnju brez dvoma pretiraval, pa tudi potvarjal zgodovinsko resnico, da bi se na ta način po eni strani maščeval nekaterim ljudem, ki so se mu zamerili; po drugi strani pa se je hotel prikupiti svojim cesarskim gospodarjem. Kljub Liutprandovim pretiravanjem pa je bilo v takratni družbi res marsikaj slabega, kar je najedalo tudi Cerkev tako od zunaj kot od znotraj. Tako si lahko ustvarimo mnenje, da je to bil v resnici strašen čas. [10]